# Supercopa de Irán
La Supercopa de Irán es un torneo eliminatorio de fútbol celebrado en Irán que enfrenta al campeón de la Iran Pro League y de la Copa Hazfi.

## Formato
- Un único partido de 90 minutos de tiempo.
- Si hay empate, los penaltis deciden el campeón (no se juega prórroga).

## Campeones

### Leyenda
| Campeón de la Iran Pro League                    |
| Campeón de la Copa Hazfi                         |
| Subcampeón de la Iran Pro League                 |
| Campeón de la Iran Pro League y de la Copa Hazfi |

### Finales
| Año  | Campeón                                                                      | Resultado                                                                    | Subcampeón                                                                   | Estadio                                                                      | Espectadores                                                                 |
| ---- | ---------------------------------------------------------------------------- | ---------------------------------------------------------------------------- | ---------------------------------------------------------------------------- | ---------------------------------------------------------------------------- | ---------------------------------------------------------------------------- |
| 2005 | Saba Battery                                                                 | 4–0                                                                          | Foolad                                                                       | Dastgerdi Stadium                                                            | 2,000                                                                        |
| 2006 | No se disputó. Esteghlal (Persian Gulf Pro League) – Sepahan (Copa Hazfi)    | No se disputó. Esteghlal (Persian Gulf Pro League) – Sepahan (Copa Hazfi)    | No se disputó. Esteghlal (Persian Gulf Pro League) – Sepahan (Copa Hazfi)    | No se disputó. Esteghlal (Persian Gulf Pro League) – Sepahan (Copa Hazfi)    | No se disputó. Esteghlal (Persian Gulf Pro League) – Sepahan (Copa Hazfi)    |
| 2007 | No se disputó. Saipa (Persian Gulf Pro League) – Sepahan (Copa Hazfi)        | No se disputó. Saipa (Persian Gulf Pro League) – Sepahan (Copa Hazfi)        | No se disputó. Saipa (Persian Gulf Pro League) – Sepahan (Copa Hazfi)        | No se disputó. Saipa (Persian Gulf Pro League) – Sepahan (Copa Hazfi)        | No se disputó. Saipa (Persian Gulf Pro League) – Sepahan (Copa Hazfi)        |
| 2008 | No se disputó. Persepolis (Persian Gulf Pro League) – Esteghlal (Copa Hazfi) | No se disputó. Persepolis (Persian Gulf Pro League) – Esteghlal (Copa Hazfi) | No se disputó. Persepolis (Persian Gulf Pro League) – Esteghlal (Copa Hazfi) | No se disputó. Persepolis (Persian Gulf Pro League) – Esteghlal (Copa Hazfi) | No se disputó. Persepolis (Persian Gulf Pro League) – Esteghlal (Copa Hazfi) |
| 2009 | No se disputó. Esteghlal (Persian Gulf Pro League) – Zob Ahan (Copa Hazfi)   | No se disputó. Esteghlal (Persian Gulf Pro League) – Zob Ahan (Copa Hazfi)   | No se disputó. Esteghlal (Persian Gulf Pro League) – Zob Ahan (Copa Hazfi)   | No se disputó. Esteghlal (Persian Gulf Pro League) – Zob Ahan (Copa Hazfi)   | No se disputó. Esteghlal (Persian Gulf Pro League) – Zob Ahan (Copa Hazfi)   |
| 2010 | No se disputó. Sepahan (Persian Gulf Pro League) – Persepolis (Copa Hazfi)   | No se disputó. Sepahan (Persian Gulf Pro League) – Persepolis (Copa Hazfi)   | No se disputó. Sepahan (Persian Gulf Pro League) – Persepolis (Copa Hazfi)   | No se disputó. Sepahan (Persian Gulf Pro League) – Persepolis (Copa Hazfi)   | No se disputó. Sepahan (Persian Gulf Pro League) – Persepolis (Copa Hazfi)   |
| 2011 | No se disputó. Sepahan (Persian Gulf Pro League) – Persepolis (Copa Hazfi)   | No se disputó. Sepahan (Persian Gulf Pro League) – Persepolis (Copa Hazfi)   | No se disputó. Sepahan (Persian Gulf Pro League) – Persepolis (Copa Hazfi)   | No se disputó. Sepahan (Persian Gulf Pro League) – Persepolis (Copa Hazfi)   | No se disputó. Sepahan (Persian Gulf Pro League) – Persepolis (Copa Hazfi)   |
| 2012 | No se disputó. Sepahan (Persian Gulf Pro League) – Esteghlal (Copa Hazfi)    | No se disputó. Sepahan (Persian Gulf Pro League) – Esteghlal (Copa Hazfi)    | No se disputó. Sepahan (Persian Gulf Pro League) – Esteghlal (Copa Hazfi)    | No se disputó. Sepahan (Persian Gulf Pro League) – Esteghlal (Copa Hazfi)    | No se disputó. Sepahan (Persian Gulf Pro League) – Esteghlal (Copa Hazfi)    |
| 2013 | No se disputó. Esteghlal (Persian Gulf Pro League) – Sepahan (Copa Hazfi)    | No se disputó. Esteghlal (Persian Gulf Pro League) – Sepahan (Copa Hazfi)    | No se disputó. Esteghlal (Persian Gulf Pro League) – Sepahan (Copa Hazfi)    | No se disputó. Esteghlal (Persian Gulf Pro League) – Sepahan (Copa Hazfi)    | No se disputó. Esteghlal (Persian Gulf Pro League) – Sepahan (Copa Hazfi)    |
| 2014 | No se disputó. Foolad (Persian Gulf Pro League) – Tractor Sazi (Copa Hazfi)  | No se disputó. Foolad (Persian Gulf Pro League) – Tractor Sazi (Copa Hazfi)  | No se disputó. Foolad (Persian Gulf Pro League) – Tractor Sazi (Copa Hazfi)  | No se disputó. Foolad (Persian Gulf Pro League) – Tractor Sazi (Copa Hazfi)  | No se disputó. Foolad (Persian Gulf Pro League) – Tractor Sazi (Copa Hazfi)  |
| 2015 | No se disputó. Sepahan (Persian Gulf Pro League) – Zob Ahan (Copa Hazfi)     | No se disputó. Sepahan (Persian Gulf Pro League) – Zob Ahan (Copa Hazfi)     | No se disputó. Sepahan (Persian Gulf Pro League) – Zob Ahan (Copa Hazfi)     | No se disputó. Sepahan (Persian Gulf Pro League) – Zob Ahan (Copa Hazfi)     | No se disputó. Sepahan (Persian Gulf Pro League) – Zob Ahan (Copa Hazfi)     |
| 2016 | Zob Ahan                                                                     | 4–2                                                                          | Esteghlal Khuzestan                                                          | Foolad Shahr Stadium                                                         | 2,500                                                                        |
| 2017 | Persepolis                                                                   | 3–0                                                                          | Naft Tehran                                                                  | Azadi Stadium                                                                | 40,000                                                                       |
| 2018 | Persepolis                                                                   | 3–0                                                                          | Esteghlal                                                                    | Azadi Stadium                                                                |                                                                              |
| 2019 | Persepolis                                                                   | Concedido automáticamente al Persepolis tras ganar el doblete.               | Concedido automáticamente al Persepolis tras ganar el doblete.               | Concedido automáticamente al Persepolis tras ganar el doblete.               | Concedido automáticamente al Persepolis tras ganar el doblete.               |
| 2020 | Persepolis                                                                   | 1–0                                                                          | Tractor                                                                      | Azadi Stadium, Tehran                                                        | 0                                                                            |
| 2021 | Foolad                                                                       | 1–0                                                                          | Persepolis                                                                   | Shahid Qasem Soleimani Stadium, Sirjan                                       | 0                                                                            |
| 2022 | Esteghlal                                                                    | 1–0                                                                          | Nassaji                                                                      | Shahid Bahonar Stadium, Kerman                                               | 0                                                                            |
| 2023 | Persepolis                                                                   | Concedido automáticamente al Persepolis tras ganar el doblete.               | Concedido automáticamente al Persepolis tras ganar el doblete.               | Concedido automáticamente al Persepolis tras ganar el doblete.               | Concedido automáticamente al Persepolis tras ganar el doblete.               |
| 2024 | Sepahan                                                                      | 1 - 0                                                                        | Persepolis                                                                   | Estadio Imam Khomeini, Arak                                                  |                                                                              |
| 2025 | Tractor FC                                                                   | 2 - 1                                                                        | Esteghlal                                                                    | Estadio Naghsh-e-Jahan                                                       |                                                                              |

## Desempeño
| Club                   | Campeón | Subcampeón | % Victoria | Años de campeón              | Años de subcampeón |
| ---------------------- | ------- | ---------- | ---------- | ---------------------------- | ------------------ |
| Persepolis FC          | 5       | 2          | 71%        | 2017, 2018, 2019, 2020, 2023 | 2021, 2024         |
| Sepahan FC             | 1       | 0          | 100%       | 2024                         |                    |
| Zob Ahan FC            | 1       | 0          | 100%       | 2016                         |                    |
| Saba Battery FC †      | 1       | 0          | 100%       | 2005                         |                    |
| Foolad FC              | 1       | 1          | 50%        |                              | 2005               |
| Esteghlal FC           | 1       | 2          | 67%        |                              | 2018, 2025         |
| Tractor FC             | 1       | 1          | 50%        | 2025                         | 2020               |
| Esteghlal Khuzestan FC | 0       | 1          | 0%         |                              | 2016               |
| F.C Nassaji Mazandaran | 0       | 1          | 0%         |                              | 2022               |
| Naft Tehran FC         | 0       | 1          | 0%         |                              | 2017               |

- † Equipo desaparecido.

### Por representación
| Competición                                               | Campeón | Subcampeón |
| --------------------------------------------------------- | ------- | ---------- |
| Campeón de la Iran Pro League                             | 5       | 4          |
| Campeón de la Copa Hazfi                                  | 4       | 5          |
| Campeón tanto de la Iran Pro League como de la Copa Hazfi | 2       | 0          |